# David Mabberley
Œuvres principales
Mabberley’s plant-book: a portable dictionary of plants, their classification and uses
David John Mabberley, né en mai 1948, est un botaniste, taxonomite, historien et écrivain britannique connu pour ses dictionnaires de plantes. Voyageur d'une infatigable curiosité botanique il est l'auteur de nombreuses publications scientifiques dont quelques-unes en français ou visant un large public mais non traduites à ce jour. Il a publié des biographies des botanistes Robert Brown, E. John H. Corner, de l'illustrateur Ferdinand Bauer et donné de nombreuses conférences.
Il est un important contributeur à la botanique australienne (méliacées et rutacées).
Son nom est abrégé est Mabb. dans les taxonomies végétales.

## Biographie
David J. Mabberley est né en mai 1948 à Tetbury. Il fait ses études secondaires au Rendcomb College de Cirencester, puis au St Catherine's College d'Oxford et supérieures à Sidney Sussex College, Cambridge où il soutient son doctorat en 1973, puis conduit une carrière universitaire au Royaume-Unis, à Paris (Maître Assistant Associé du Muséum National d’Histoire Naturelle), à Leiden, Peradeniya , Koweït etc.
D. J. Mabberley déménage en Australie fin 1996 pour y créer son entreprise de conseil. En 2011, il dirige le Royal Botanic Gardens and Domain Trust de la Nouvelle-Galles du Sud, l'herbier de Nouvelle-Galles du Sud, et le jardin botanique australien du Mont Annan et celui des Blue Mountains.
En 2004, il a est nommé à la Chaire Orin et Althea Soest en sciences horticoles de l'Université de Washington à Seattle où il fonde et dirige le jardin botanique de l'Université de Washington. Conservateur au Royal Botanic Gardens de Kew; et directeur exécutif des Royal Botanic Gardens, Sydney. Il est membre émérite du Wadham College, Université d'Oxford; professeur émérite de l'Université de Leide et professeur adjoint de l'Université Macquarie. Parmi ses intérêts académiques variés figurent la taxonomie des arbres tropicaux et l’histoire de la botanique.
Il a beaucoup voyagé et collecté des plantes en Afrique de l'Est et à Madagascar, en Tanzanie, en Asie du sud. Il est l'auteur de 23 livres (2024), dont le livre primé (en) Mabberley's Plant-book : A Portable Dictionary of Plants, Their Classification and Uses.

## Publications

### Livres
- (en) D. J. Mabberley et Chang Kiaw Lan. Tropical botany. Essays presented to E. J. H. Corner for his seventieth birthday. Singapour, Botanic Garden, The Gardens Bulletin vol. 29 . 1977.
- (en) Arthur Harry Church (D J Mabberly compilateur). Revolutionary botany. Thalassiophyta and other essays of A. H. Church. Oxford Clarendon Press. 256 pp. 1981.

- (en) Tropical rain forest ecology. Glasgow, Blackie, 156 pp. 1983[5]. Réed. 1987[6], 1991[6], 1992[7], 1994, 1998
- (en) Jupiter botanicus. Robert Brown of the British Museum. 1985. Braunschweig et Londres. J. Cramer et British Museum. 500 pp. 1985[8].
- Joël Jérémie, D. J. Mabberley, Philippe Morat, Nicolas Hallé, Jean-Marie Veillon. Hernandiaceae. Paris Muséum national d'histoire naturelle, Laboratoire de phanérogamie, Vol 15 de Flore de la Nouvelle-Calédonie et dépendances, 155 pp. 1988[9].

- (en) The plant-book. A portable dictionary of the higher plants utilising Cronquist's An integrated system of classification of flowering plants (1981) and current botanical literature, Cambridge University Press. 706 pp. 1987. Réed. augmentées: New York, Melbourne 1989, 1990, 1993, 1996, The Plant-book. A portable dictionary of the vascular plants 1997, 1998, South Asian edition 2005;  Mabberley’s plant-book: a portable dictionary of plants, their classification and uses.1021 pp. 2008, 2009, 2014, 2017[10]. Son livre le plus publié. Voir le présentation de François Bourlière dans 'La Terre et La Vie' - 1988

- (en) D. J. Mabberley et P. J. Placito. Algarve plants and landscape. Passing tradition and ecological change. Oxford University Press. 300 pp (279 ill. couleur). 1993[11].
- (en) Peter Watts, Jo Anne Pomfret et D. J. Mabberley. An exquisite eye: The Australian flora and fauna drawings 1801-1820 of Ferdinand Bauer. Glebe, Historic Houses Trust of New South Wales. 167 pp. 1997. Version en ligne 2021[12].
- (en) H. W. Lack et D. J. Mabberley..The Flora Graeca Story. Sibthorp, Bauer and Hawkins in the Levant. Oxford University Press. 327 pp. 1999.
- (en) Geraldine King Tam, D. J. Mabberley. Paradisus: Hawaiian plant watercolors. Honolulu Academy of Arts  152 pp. 1999.
- (en) Ferdinand Bauer: the nature of discovery. Londres, Merrell publ. 128 pp. ill. 1999.
- (en) Arthur Harry Church: the anatomy of flowers. Londres, Merrell publ., 128 pp. ill. 2000[13].
- (es) M.P. Simmons, D. J. Mabberley et R. P. J. Kok. Hippocrateaceae, Labiatae, Vitaceae. Paris, Muséum national d'Histoire naturelle, 166 pp. (Flore de la Nouvelle-Calédonie n°25. 2004.

- Colin Ridsdale, John White, Carol Usher, David Mabberley. Les Arbres. Paris, Gründ. Le Spécialiste. 360 pp. 2006[14].
- (en) Barrie Edward Juniper et D. J. Mabberley. The story of the apple. Portland (Oregon) et Cambridge, Timber Press. 219 pp. ill. 2006[15], Réed. Royal Botanic Gardens Kew et Chicago University Press. 2019.
- (en) D. J. Mabberley et M. P. de San Pío Aladrén, La carta de colores de Haenke de la Expedición Malaspina: un enigma - Haenke's Malaspina colour-chart: an enigma. Madrid Real Jardín Botánico. 36 pp. 2012.
- Mel Gooding, David J. Mabberley et Joe Studholme. Joseph Banks' Florilegium: Botanical Treasures from Cook's First Voyage. Londres. Thames et Hudson, London & New York. 320 pp. 181 ill. 2017, réed. Gard. Bull. Singapore 71. 2019[16].
- (en) 'Painting by numbers' - the life and art of Ferdinand Bauer. Kensington  NewSouth, 246 pp. 2017, réed 2018.
- (en) D.J. Mabberley et D.T. Moore, The Robert Brown Handbook: A guide to the life and work of Robert Brown (1773 - 1858), Scottish botanist. Glashütten. Koeltz Botanical Books, 2019
- (en) Botanical Revelation: European encounters Australian plants before Darwin. The Peter Crossing Collection. Sydney, NewSouth. 2019.
- (en) The Peter Crossing Collection: an illustrated catalogue. Greenwich, Peter Crossing Collection, 357 pp. 2022.
- (en) A. Giesecke et D.J. Mabberley. A Cultural History of Plants: Vol 1-6. Londres Bloomsbury publ., 2022, 2023[17].
- (en) Citrus: A World History. Londres Thames et Hudson. 272 pp. 350 ill. 2024[18].

### Quelques articles, notes, études, préfaces
- Meliaceae. Paris Muséum national d'histoire naturelle, Laboratoire de phanérogamie, Flore de la Nouvelle-Calédonie et dépendances, n° 15. 1967[19].

- Meliaceae, dans Hernandiaceae Meliaceae Oncothecaceae Santalaceae. Paris, Muséum national d'Histoire naturelle vol.15 (1988)[20],
- (en) D. J. Mabberley, C.M. Pannell et  A.M. Sing. Meliaceae dans Flora Malesiana[21], Series 1, Vol 12. Leiden, Leiden University Rijksherbarium/Hortus Botanicus, Foundation Flora Malesiana.1995[22].
- D. J. Mabberley et  R. Capuron, Révision des Malvaceae-Grewioideae ("Tiliacées", p.p.) de Madagascar et des Comores. IV. Les Grewia du sous-genre Burretia (Hochr.) Capuron. Adansonia pp.283-300. 1999.
- René Capuron et D. J. Mabberley. Révision des Malvaceae-Grewioideae ("Tiliacées", p.p.) de Madagascar et des Comores. III. Les Grewia du sous-genre Vincentia (Benth.). Adansonia. pp. 7-23. 1999[23].
- (en) T.G. Hartley et D. J. Mabberley. The identity of Picrella Baill. (Rutaceae) with a revision of the genus. Adansonia. pp. 251-259. 2003

- Classification des plantes à partir du Mabberley’s plant-book (2021) ornementaux (n = 2464), médicaments (n = 1 492), alimentation humaine (n = 1269)... symbolisme, magie et inspiration (n = 185), parfums (n = 165)[24]. (en) G.A. Wahlert, P.B. Phillipson, D. J. Mabberley et II Lowry. Grewia hispidissima Wahlert, Phillipson et Mabb., sp. nov. (Malvaceae, Grewioideae): a new species of restricted range from northwestern Madagascar. Adansonia. pp. 117-121 2016[25].

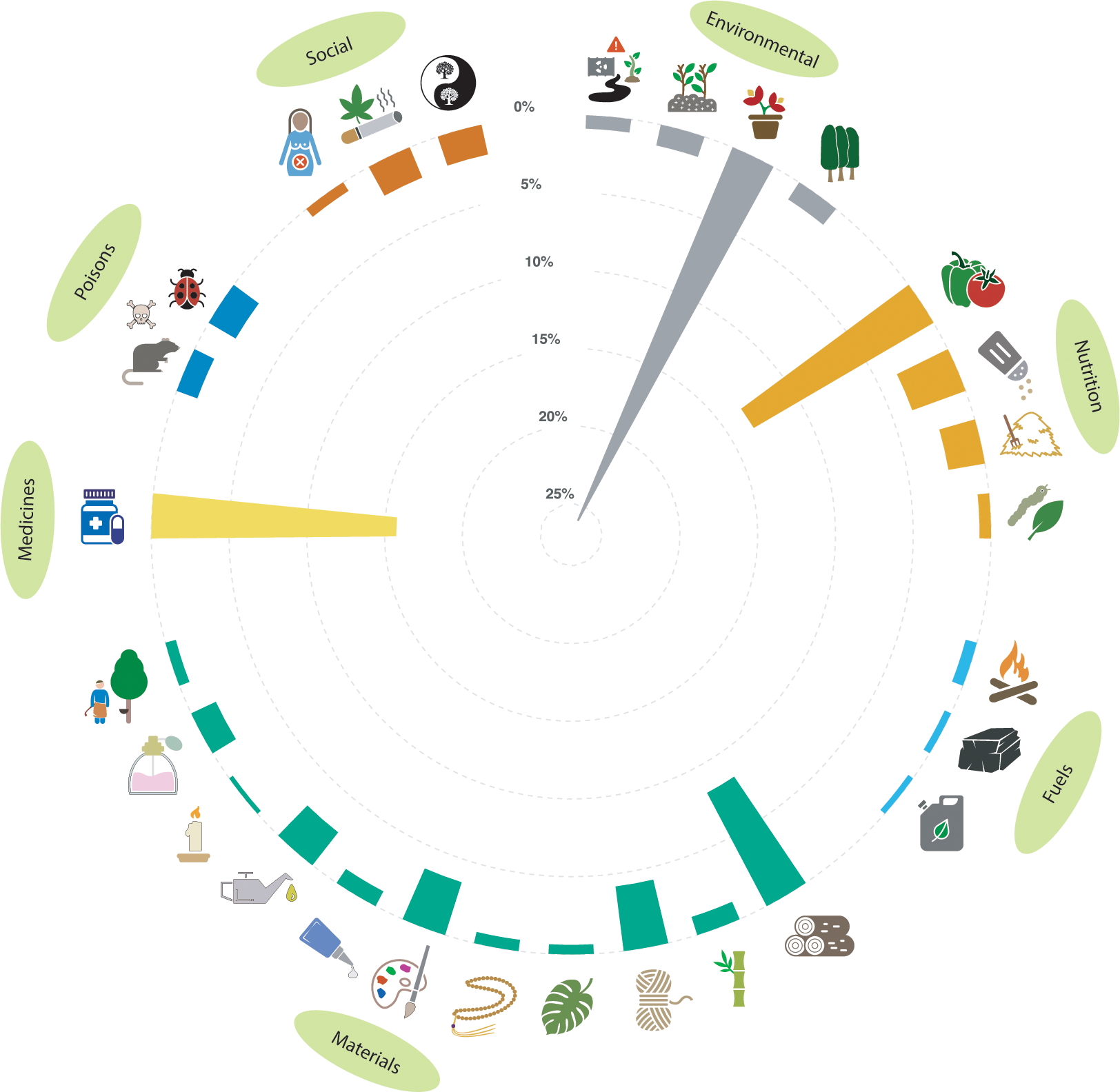
Classification des plantes à partir du Mabberley’s plant-book (2021) ornementaux (n = 2464), médicaments (n = 1 492), alimentation humaine (n = 1269)... symbolisme, magie et inspiration (n = 185), parfums (n = 165).

- (en) Rafael Molina-Venegas, Miguel Ángel Rodríguez, Manuel Pardo-de-Santayana, D. J. Mabberley. A global database of plant services for humankind, Plus One. 2021[26].

- (en) Collectif. D.J. Mabberley (introduction) A Cultural History of Plants in the Nineteenth Century. Londres Bloomsbury publ. 256 pp. 2023.

#### Agrumes
- (en) Australian Citreae with notes on other Aurantioideae (Rutaceae). Sydney. Telopea 7 pp. 333–344.1998.
- (en) Citrus (Rutaceae): A review of recent advances in etymology, systematics and medical applications. Blumea 49, pp. 481–498. Décembre 2004[27].
- (en) D. J. Mabberley et Qiang Xu, Proposal to conserve the name Citrus reticulata (Rutaceae) with a conserved type. Taxon 71 (5) pp. 1123-24. 2022[28].
- (en) A classification for edible citrus: an update, with a note on Murraya (Rutaceae). Sydney. Telopea 25 pp. 271–284. 2022[29].
- (en) The Biology of the Citron (Citrus medica L., Rutaceae-Aurantioideae-Aurantieae), its Hybrids and their Allies, dans E.E. Goldschmidt M. Bar-Joseph eds. The Citron Compendium. 2023[30].
- (en) The Australian blood lime described and named: Citrus × sykesii Mabb. hybrida nova (Rutaceae-Aurantioideae-Aurantieae). Sydney. Telopea Journal of Plant Systematics. 2024[31].

## Pages connexes
- Citrangequat (Citrus × georgiana Mabb. 2004)